# 신석린
신석린(申錫麟, 일본식 이름: 平林麟四朗히라바야시 린시로, 1865년 1월 9일 ~ 1948년 2월 14일)은 대한제국과 일제강점기의 관료이며 조선총독부 중추원 참의도 지냈다. 1919년 3·1 운동 때는 이를 진압, 시위대 해산을 독려하던 단체인 자제단의 대구지부 창립에 참여했다.
구한 말 개화파 정치인으로 활동하다가 을사조약 이후 1906년에는 웅천군 군수, 1908년에는 창원부 부윤을 역임했다. 한일합방 후 경상남도 참여관, 경상북도 참여관, 1921년에 강원도 지사, 1923년 중추원 참의, 1929년에 충청남도 도지사 등을 지냈다. 호는 애사(藹史)이며 본적은 서울특별시 종로구 원서동이다. 본관은 평산이다.

## 생애

### 초기 활동
한성부 출신으로 어릴 때는 한문을 수학했다. 1896년에 오사카시에서 한국어를 가르치는 등 일찍부터 일본을 오가며 개화파로 활동했다. 일본 정치인 하야시 곤스케와는 친밀한 사이였다. 그뒤 1897년 서재필, 양기탁, 윤치호, 안창호 등과 함께 독립협회와 만민공동회 등에 참여하였다.
일본 정치인 하야시 곤스케와 친밀한 점이 문제가 되어 곤욕을 당했다. 이 때문에 하야시가 공사로 대한제국에 파견되었을 때, 민영기의 추천으로 시종원에서 근무하며 일본공사관과 대한제국 고종 사이를 오가면서 총애를 받았다. 정치적인 조작 사건에 휘말려 귀양을 가기도 했으나, 일본의 세력이 강해진 1906년에는 웅천군 군수, 1908년에는 창원부 부윤을 맡는 등 지방관을 지냈다.

### 일제 강점기 활동
1910년(융희 4년) 10월에 한일 병합 조약이 체결되면서 행정 체계가 조선총독부 산하로 편입되어 개편되자 곧바로 경상남도 참여관에 임명되었고, 이듬해에는 경상북도 참여관으로 이동했다. 경북 참여관으로 재직 중인 1919년에 3·1 운동이 발생했다. 이때 박중양과 함께 대구자제단을 발기하여 3·1 운동을 방해하는 활동을 벌였다.
참여관으로 보여준 실적을 인정받아 1921년에 강원도 지사로 승진한 뒤 1923년에 퇴관하여 중추원 참의가 되었다. 이후 1929년에 충청남도 도지사로 잠시 관계에 복귀하기도 했다. 1933년을 기준으로 정3위 훈3등에 서위되어 있었다. 1935년 총독부가 시정 25주년을 기념해 표창한 표창자 명단에도 들어 있다.
1924년에 고위인사들을 규합한 동민회를 설립하여 회장을 지냈고, 천도교 신파에서 조직한 시중회에서는 평의원을 맡는 등 친일 성격이 강한 단체에서도 활동했다. 3·1 운동에 대한 반대로 시작한 1920년대의 국민협회 계열 단체부터 국민총력조선연맹과 같은 태평양 전쟁 기간 중의 전쟁 지원 단체에 이르기까지 장기간 꾸준한 활동을 벌였다.

### 만년
1945년에 태평양 전쟁이 종전되고 미군정에 의해 중추원이 해체되었을 때까지 중추원 참의로 재직 중이었으며, 80대의 고령으로 생존해 있었다.

## 사후
2002년 발표된 친일파 708인 명단의 중추원, 도지사, 도 참여관, 친일단체 부문과 2008년 민족문제연구소가 정리한 친일인명사전 수록예정자 명단 중 중추원, 관료, 친일단체 부문에 모두 포함되었다. 2009년 친일반민족행위진상규명위원회가 발표한 친일반민족행위 705인 명단에도 포함되었다.

## 같이 보기
- 조선총독부 중추원
- 자제단
- 자성회
- 동민회
- 시중회
- 하야시 곤스케
- 박중양

## 참고자료
- 신석린(申錫麟) - 국사편찬위원회